# Eva Isanta
Eva María Isanta Foncuberta (Ceuta, 19 juin 1971) est une actrice espagnole connue pour avoir joué Beatriz Villarejo dans la série télévisée Aquí no hay quien viva et Maite Figueroa dans La que se avecina. En 2019, elle a fait partie du jury de la quatrième saison de Got Talent Espagne, l'émission de talents de Telecinco.

## Biographie
Lorsqu'elle était très jeune, ses parents ont déménagé dans la ville de Getafe, à Madrid. Elle étudie à l'école Jesús Nazareno de Getafe. Elle fait ses premiers pas dans le monde du théâtre en tant qu'amateur à l'âge de 15 ans, dans la compagnie Ático Teatro de Getafe, sous la direction d'Eusebio Luna. Après avoir obtenu un prix lors d'un concours, elle décide d'étudier l'art dramatique. C'est ainsi qu'avec détermination, elle a combiné ses études d'image et de son avec l'art de la comédie à l'école Cristina Rota.

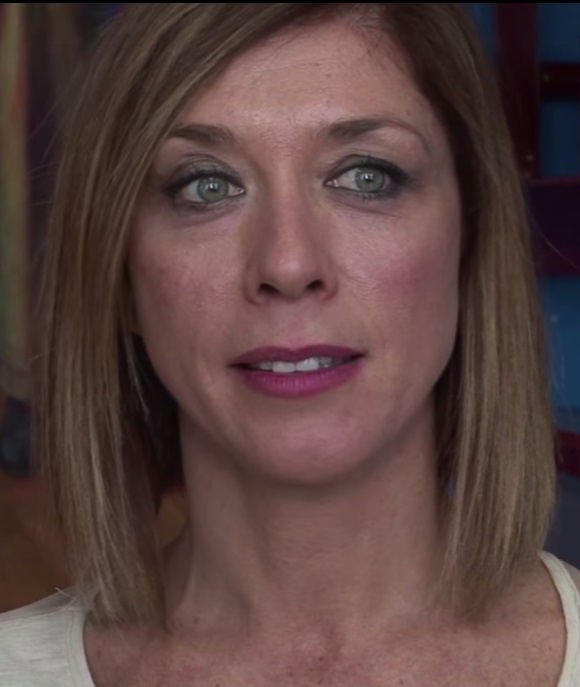
L'actrice en 2015

L'actrice a fait ses débuts officiels le 31 octobre 1990 au Cervantes et à la ville madrilène d'Alcalá de Henares. Ce soir-là, elle joue Doña Inés dans Don Juan Tenorio, aux côtés de Luis Merlo, qui joue Don Juan. En 1991 et pendant plus d'un an, Eva Isanta incarne Sara, l'un des personnages principaux de la pièce 321, 322 d'Ana Diosdado. Elle partage à nouveau l'affiche avec Luis Merlo, ainsi qu'avec María Luisa Merlo et Manuel Tejada. En 1997, Eva Isanta revient au théâtre avec la pièce Magnolias de acero, de Robert Harling et mise en scène par Ricard Reguant. Plus tard, et avec l'aide de ce metteur en scène, Eva Isanta a eu l'occasion de devenir la "mauvaise fille" du film, un personnage vital et énergique, dans la pièce Asesino (2000), aux côtés de Ramón Langa et Paca Gabaldón.
Mais entre-temps, Eva Isanta a eu l'occasion de faire des incursions à la télévision. Farmacia de guardia, une série qui a marqué un tournant dans la télévision espagnole, lui a offert le rôle d'Isabel, la fille aînée de Concha Cuetos et Carlos Larrañaga, et c'est peut-être le rôle qui l'a rendue la plus populaire jusqu'à son arrivée dans Aquí no hay quien viva. Plus tard, Eva Isanta a travaillé avec l'actrice catalane Rosa María Sardà dans Villa Rosaura, et dans Colegio Mayor avec Jorge Sanz, jouant le rôle d'Irene, sa petite amie.
Le cinéma a également frappé à la porte d'Eva Isanta. En 1994, elle participe à ¡Por fin solos! dans lequel elle est accompagnée, entre autres, par Alfredo Landa, Amparo Larrañaga, Juan Luis Galiardo et Luis Merlo. Deux ans plus tard, aux côtés de Paul Naschy, José María Caffarel et Amparo Muñoz, elle incarne Kinga Daninsky dans Licántropo, el asesino de la luna llena. Quelque temps plus tard, sous la direction de César Vallejo de Castro, Eva Isanta joue dans les courts métrages El dolor y la lluvia et Amores circulares, ce dernier remportant le premier prix du Latin Cinema Festival (Lacinemafe) de New York.
Eva Isanta revient au théâtre en 2001 avec La tentación vive arriba, mise en scène par Verónica Forqué, dans le rôle d'Elena, personnage interprété sur grand écran par Evelyn Keyes ; cette pièce reçoit des critiques mitigées et devient la performance théâtrale de l'année. Toujours sous la direction de Verónica Forqué, elle a participé à la lecture théâtralisée El caracol en el espejo, d'Antonio Gala (2004). Cependant, l'actrice ne s'est pas seulement consacrée à la comédie, elle a également été assistante à la mise en scène de Ricard Reguant (Misery, 1999) et de Carles Sans (Familia, 2001), et a également collaboré de façon mineure à Vida y muerte de Pier Paolo Pasolini de Roberto Cerdá. Nous arrivons ainsi à La Serrana de la Vera, sous la direction de María Ruiz, une pièce à laquelle il a collaboré en 2004, juste avant de revenir à la rue "Desengaño 21".
Bien qu'elle ait joué dans d'autres séries et fait des apparitions sporadiques à la télévision, Aquí no hay quien viva marque un tournant dans la vie professionnelle d'Eva Isanta. Le personnage de Bea lui a permis d'être nommée aux Prix de l'Unión de Actores y Actrices. Après avoir joué Bea pendant plus de deux ans, Eva Isanta a rejoint le casting de la suite de la série précédente, La que se avecina, dans laquelle elle joue depuis 2007 le rôle de Maite Figueroa, également connue sous le nom de "La Cuqui".
Ces dernières années, Eva Isanta a combiné son travail à la télévision avec le tournage de quelques courts métrages tels que Penalty (2005), d'Ana Martínez ; Cita en el Hotel (2010), de Gonzalo Baz ; ou Padres (2010), de Liz Lobato.
En 2011, et après plus de sept ans, Eva revient sur scène avec la comédie Venise sous la neige du réalisateur français Gilles Dyrek, mise en scène par Gabriel Olivares. Dans cette pièce, elle partage la scène avec Pablo Carbonell et Marina San José. La pièce a été créée le 5 août 2011 dans la ville d'Avilés, avec un grand succès critique et public, et est restée sur la scène madrilène pendant plusieurs mois avant de partir en tournée dans toute l'Espagne. Plus tard, en 2012, Eva Isanta a eu sa première expérience dans Microteatro avec la "microfonction" Tacones Enanos écrite par Araceli Álvarez de Sotomayor (qui était également la partenaire de scène d'Eva dans la même pièce) et mise en scène par Eduardo Recabarren.
Outre les emplois susmentionnés, elle a également exercé d'autres activités plus éloignées du métier d'acteur, telles que l'enseignement dans le cadre du télé-crochet Estudio de actores d'Antena 3. Elle a également dirigé l'atelier "Interpretación en el cine" lors de la III Semana de Cine Corto de Leganés et, en juillet 2005, elle a donné une master class sur "Los actores frente al guion de televisión" lors du cours d'été "Cómo escribir para televisión y acceder al mercado televisivo" à l'université de Cordoba.

## Filmographie
Cinéma :
- Por fin solos (Enfin seuls), d'Antonio del Real (1994)
- Licántropo, el asesino de la luna llena (Lycanthrope, le tueur de la pleine lune),de Francisco Rodríguez Gordillo (1996)
- El dolor y la lluvia (La douleur et la pluie), court-métrage de César Vallejo de Castro (2003)
- Amores circulares (Amours circulaires), court-métrage de César Vallejo de Castro (2003)
- Penalty, court-métrage d'Ana Martínez (2005)
- Cita en el hotel (Rencontre à l'hôtel), court-métrage de Gonzalo Baz (2010)
- Padres (Parents), court-métrage de Liz Lobato (2010)
- A todo tren. Destino Asturias (En avant toutes. Destination Asturies), de Santiago Segura (2021)

| Année            | Titre (original)               | Titre (traduction)                | Chaîne     | Rôle                    | Nombre d'épisodes |
| ---------------- | ------------------------------ | --------------------------------- | ---------- | ----------------------- | ----------------- |
| 1992-1995        | Farmacia de guardia            | Pharmacie de garde                | Antena 3   | Isabel Segura Cano      | 16                |
| 1993             | Habitación 503                 | Chambre 503                       |            |                         | 1                 |
| 1994             | Villa Rosaura                  | Villa Rosaura                     | La 1       | Lolita                  | 9                 |
| 1995             | Aquí hay negocio               | Il y a du travail ici             |            |                         | 1                 |
| 1995             | Colegio Mayor II               | Colegio Mayor II                  | Telemadrid | Irene San Martín        | 21                |
| 1999             | Compañeros                     | Partenaires                       | Antena 3   | Gemma                   | 1                 |
| 1999             | Petra Delicado                 |                                   | Telecinco  |                         | 1                 |
| 2000             | Jacinto Durante, representante | Jacinto Durante, représentant     | La 1       | María                   | 13                |
| 2002             | Hospital Central               | Hôpital Central                   | Telecinco  | Clara                   | 1                 |
| 2002             | Desenlace                      | Démêler                           |            |                         | 1                 |
| 2003             | La vida de Rita                | La vie de Rita                    | La 1       | Chincheta               | 1                 |
| 2003             | Bichos raros                   | Les boules bizarres               | Antena 3   |                         | 1                 |
| 2004-2006        | Aquí no hay quien viva         | Personne n'est vivant ici[Quoi ?] | Antena 3   | Beatriz "Bea" Villarejo | 74                |
| 2004             | Ana y los 7                    | Ana et les 7                      | La 1       | Invitée à la fête       | 1                 |
| 2007-aujourd'hui | La que se avecina              | Le prochain[Quoi ?]               | Telecinco  | Maite Figueroa Espinosa | 170               |
| 2016             | El hombre de tu vida           | L'homme de ta vie                 | La 1       | Julieta Martín          | 1                 |
| 2020-2021        | Mercado Central                | Marché Central                    | La 1       | Gloria Suárez           | 71                |

| Année | Titre (original)            | Chaîne    | Rôle                          |
| ----- | --------------------------- | --------- | ----------------------------- |
| 2002  | Estudio de actores          | Antea 3   | Professeure                   |
| 2019  | Gran Hermano Dúo            | Telecinco | Invitée, avec Santi Millán    |
| 2019  | Got Talent España           | Telecinco | Juge                          |
| 2019  | El bribón                   | Cuatro    | Invitée, avec Ernesto Sevilla |
| 2020  | Adivina qué hago esta noche | Cuatro    | Invitée                       |
| 2023  | 25 palabras                 | Telecinco | Invitée                       |

## Théâtre
(Liste incomplète)
- Don Juan de Alcalá : Don Juan Tenorio, de José Zorrilla, mise en scène par Francisco Ortuño (1990)
- 321, 322, écrite et mise en scène par Ana Diosdado -mise en scène temporaire par Carlos Larrañaga-(1991)
- Magnolias de acero, de Robert Harling, mise en scène par Ricard Reguant (1997)
- Asesino, de Anthony Shaffer, mise en scène par Ricard Reguant (2001)
- La tentación vive arriba, de George Axelrod, mise en scène par Verónica Forqué (2001)
- Don Juan Tenorio, de José Zorrilla, mise en scène par María Ruiz (2002)
- El caracol en el espejo, de Antonio Gala, mise en scène par Verónica Forqué (2004) -lecture dramatisée-
- La serrana de la Vera, de Luis Vélez de Guevara, mise en scène par María Ruiz (2004)
- Venecia bajo la nieve, de Gilles Dyrek, mise en scène par Gabriel Olivares (2011)
- Tacones enanos, microthéâtre d'Araceli Álvarez de Sotomayor, mise en scène par Eduardo Recabarren (2012)
- La novia de papá, de Paloma Bravo, mise en scène par Joseph O'Curneen (2015)
- Ben-Hur, de Lewis Wallace, version de Nancho Novo (2019)
- Trigo Sucio, de Davis Mamet, mise en scène par Juan Carlos Rubio (2020)

Assistante de direction :
- Misery, de Stephen King, réalisé par Ricard Reguant (1999)
- Familia, de Fernando León de Aranoa, adapté et réalisé par Carles Sans (2001)

## Autres travaux
- Direction de l'atelier « Interpretación en el cine » (L'interprétation au cinéma) - III Semana de Cine Corto de Leganés (2003)
- Cours magistral « Los actores frente al guion de televisión » (Les acteurs face au scénario de la télévision) du cours d'été Cómo escribir para televisión y acceder al mercado televisio (Comment écrire pour la télévision et accéder au marché télévisuel), de l'Université de Cordoue (2005)

## Prix
- Prix du festival des séries MIM pour la meilleure performance féminine dans une comédie (2017)[7].
- Nommée pour le Prix de l'Unión de Actores dans la catégorie Meilleur second rôle féminin pour Aquí no hay quien viva (2005)
- Nommée aux prix "Entrada de Oro" dans la catégorie Meilleure actrice pour Venecia bajo la nieve (2011)